# Heterochromie
Heterochromie is de medische benaming van kleurverschil in de iris van het linker- en rechteroog, of waarin één iris verschillende kleuren heeft. Twee verschillend gekleurde ogen is zeer zeldzaam en wordt heterochromia iridum genoemd. Kleurverschil in één oog komt wat vaker voor en wordt heterochromia iridis genoemd. Kleurverschil in de haren of de huid komt ook (zeer zelden) voor.
Een andere benaming voor heterochromie is heteroglaucus.

## Oorzaken

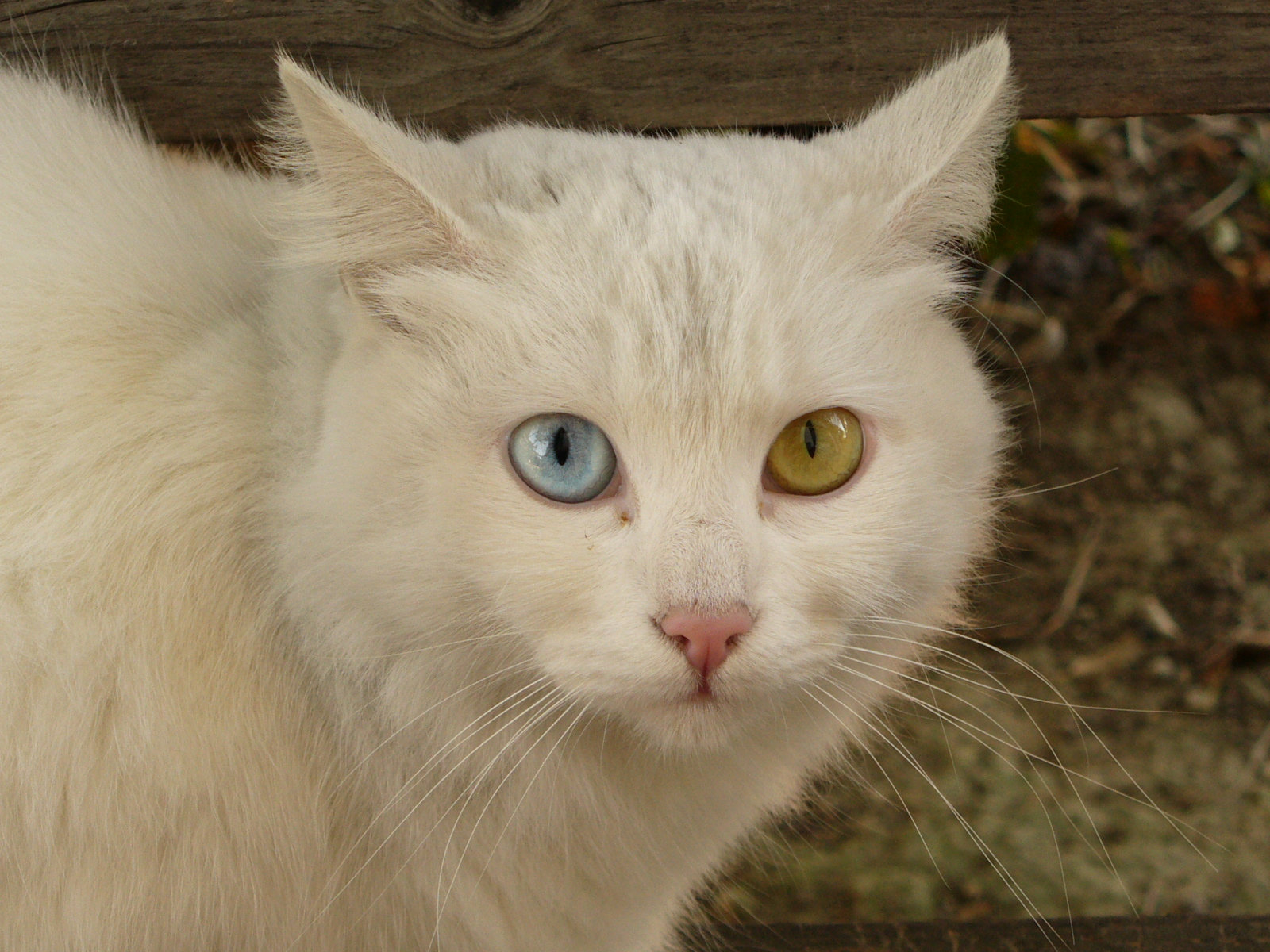
Heterochromie bij een kat: een blauw en een geel oog

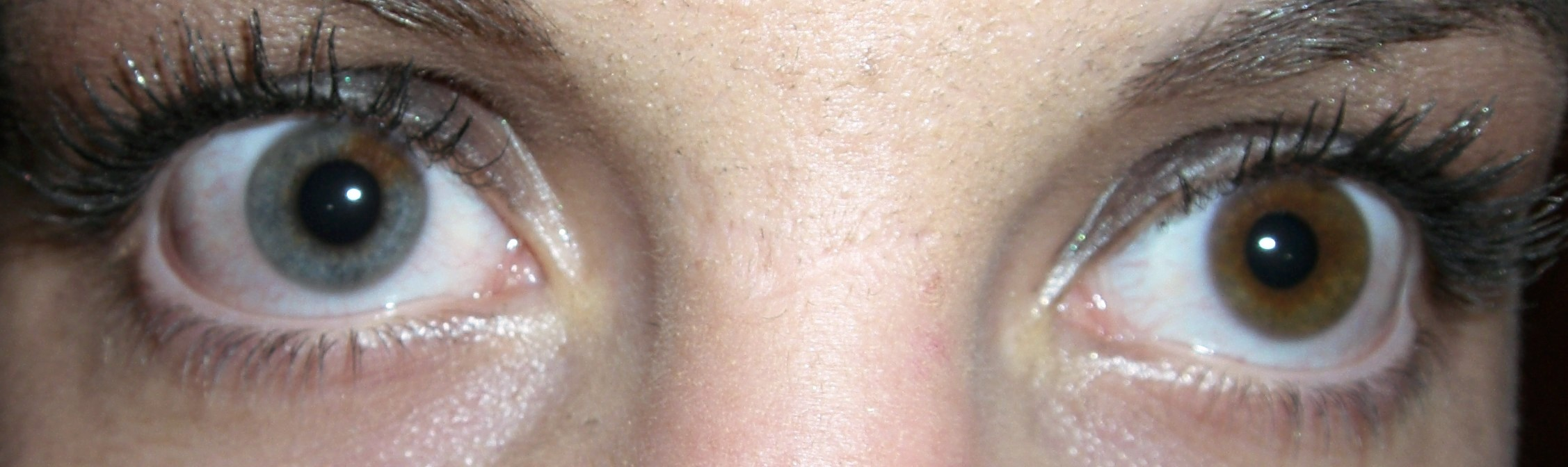
Een kleurverschil tussen de twee ogen (heterochromia iridum) komt veel minder vaak voor

Dit kleurverschil in de verschillende lagen van het regenboogvlies van de ogen komt door een fout in de pigmentkleuring. Het komt bij mensen zelden voor en sporadisch ook bij katten en honden. Bij deze twee diersoorten gaat het dan meestal om respectievelijk compleet witte en overwegend witgekleurde dieren. Heterochromie kan erfelijk zijn. Het ontstaat vaak na een ontsteking aan het regenboogvlies en veroorzaakt vaak ook een ongelijke pupillenwijdte. Het kan uiteindelijk tot grijze staar of andere vertroebelingen leiden. Ook bij aandoeningen aan het orthosympathisch zenuwstelsel kan heterochromie ontstaan. Alleen twee verschillende kleuren ogen, waarbij andere symptomen afwezig zijn, is altijd erfelijk. Deze vorm wordt eenvoudige heterochromia genoemd.
Een andere erfelijke oorzaak is het syndroom van Waardenburg. Waardenburg ontdekte dat twee verschillende kleuren ogen bij de mens vaak gepaard ging met unilaterale of bilaterale slechthorendheid of doofheid, een brede neusrug (wijd uit elkaar staande ogen), een witte haarlok en vroegtijdig grijs worden, vaak bij verschillende generaties in één familie. Dit is meestal ook de oorzaak bij de hond en de kat maar daar beperken de kenmerken zich tot oogpigmentatiewijzigingen en/of unilaterale of bilaterale doofheid of slechthorendheid. Ook bij het syndroom van Horner kan, als het aangeboren is, weleens een kleurverschil optreden. Een baby kan deze aandoening weleens door de bevalling oplopen.
Oorzaken van buitenaf die heterochromie veroorzaken zijn onder andere een bloeding die in het oog heeft plaatsgevonden, een ontsteking, beschadiging van het oog door een ongeluk, langdurig gebruik van oogdruppels of een tumor in het hoofd. In deze gevallen is de pigmentvorming in het oog aangetast.
Hoewel heterochromie op zich niet voor een verslechtering van het zicht zorgt, zijn er heel vaak tegelijkertijd andere klachten of afwijkingen. Daarom is eenmalig nader onderzoek door een oogarts toch gewenst.
Heterochromia iridum, de vorm van heterochromie waarbij men twee verschillend gekleurde ogen heeft, komt bij mensen dus maar heel weinig voor: ongeveer 4 op de 1 miljoen mensen. Dit betreft de vorm van heterochromie die geen invloed op het gezichtsvermogen heeft. Heterochromia iridis, kleurverschil in een iris, komt vaker voor.

## Trivia
Anastasius I van het Oost-Romeinse Rijk had een blauw en een bruin oog.
Bekende personen met (gehele of gedeeltelijke) heterochromie zijn onder meer Kate Bosworth, Mila Kunis, Kiefer Sutherland, Tim McIlrath, Elizabeth Berkley en Jane Seymour.